# Brenda Flores
Brenda Eunice Flores Muñoz (Ciudad Nezahualcóyotl, 4 settembre 1991) è una mezzofondista messicana.

## Biografia
Nata non lontano da Città del Messico, si avvicina all'atletica leggera ispirata dal successo di Ana Guevara ai Mondiali del 2003 nei 400 metri piani. Partendo in un primo momento dalla distanza di 800 metri piani, Flores gradualmente ha aumentato la percorrenza diventando a tutti gli effetti una mezzofondista, guardando alla maratoneta connazionale Adriana Fernández.
Attiva internazionalmente dal 2012, Flores conquista la sua prima medaglia l'anno seguente ai Campionati centroamericani e caraibici di Morelia. Successivamente, oltre ad aver partecipato ad altre competizioni regionali, ha rappresentato le Americhe in Coppa continentale a Marrakech nei 5000 metri ed ha preso parte ai Giochi olimpici di Rio de Janeiro 2016. In patria ha vinto tre volte il titolo nazionale nei 5000 metri piani tra il 2014 e il 2017.

## Palmarès
| Anno | Manifestazione      | Sede           | Evento        | Risultato | Prestazione | Note              |
| ---- | ------------------- | -------------- | ------------- | --------- | ----------- | ----------------- |
| 2013 | Campionati CAC      | Morelia        | 1500 m piani  | Oro       | 4'27"55     |                   |
| 2013 | Campionati CAC      | Morelia        | 5000 m piani  | Argento   | 17'11"89    |                   |
| 2014 | Giochi CAC          | Veracruz       | 5000 m piani  | Oro       | 16'02"64    | Record dei Giochi |
| 2014 | Giochi CAC          | Veracruz       | 10000 m piani | Oro       | 35'54"44    |                   |
| 2015 | Giochi panamericani | Toronto        | 5000 m piani  | Argento   | 15'47"19    |                   |
| 2015 | Giochi panamericani | Toronto        | 10000 m piani | Oro       | 32'41"33    |                   |
| 2015 | Mondiali            | Pechino        | 10000 m piani | 14ª       | 32'15"26    |                   |
| 2016 | Giochi olimpici     | Rio de Janeiro | 10000 m piani | 32ª       | 32'39"08    |                   |
| 2017 | Universiadi         | Taipei         | 10000 m piani | dnf       | dnf         |                   |
| 2018 | Giochi CAC          | Barranquilla   | 5000 m piani  | Bronzo    | 16'16"71    |                   |